# Floda och Bäck
Floda och Bäck är en av SCB definierad avgränsad och namnsatt småort i Borlänge kommun, Dalarnas län. Den omfattar bebyggelse i byarna Floda och Bäck i Stora Tuna socken, belägna knappt en mil sydväst om Borlänge.